# Sava, Madagaskar

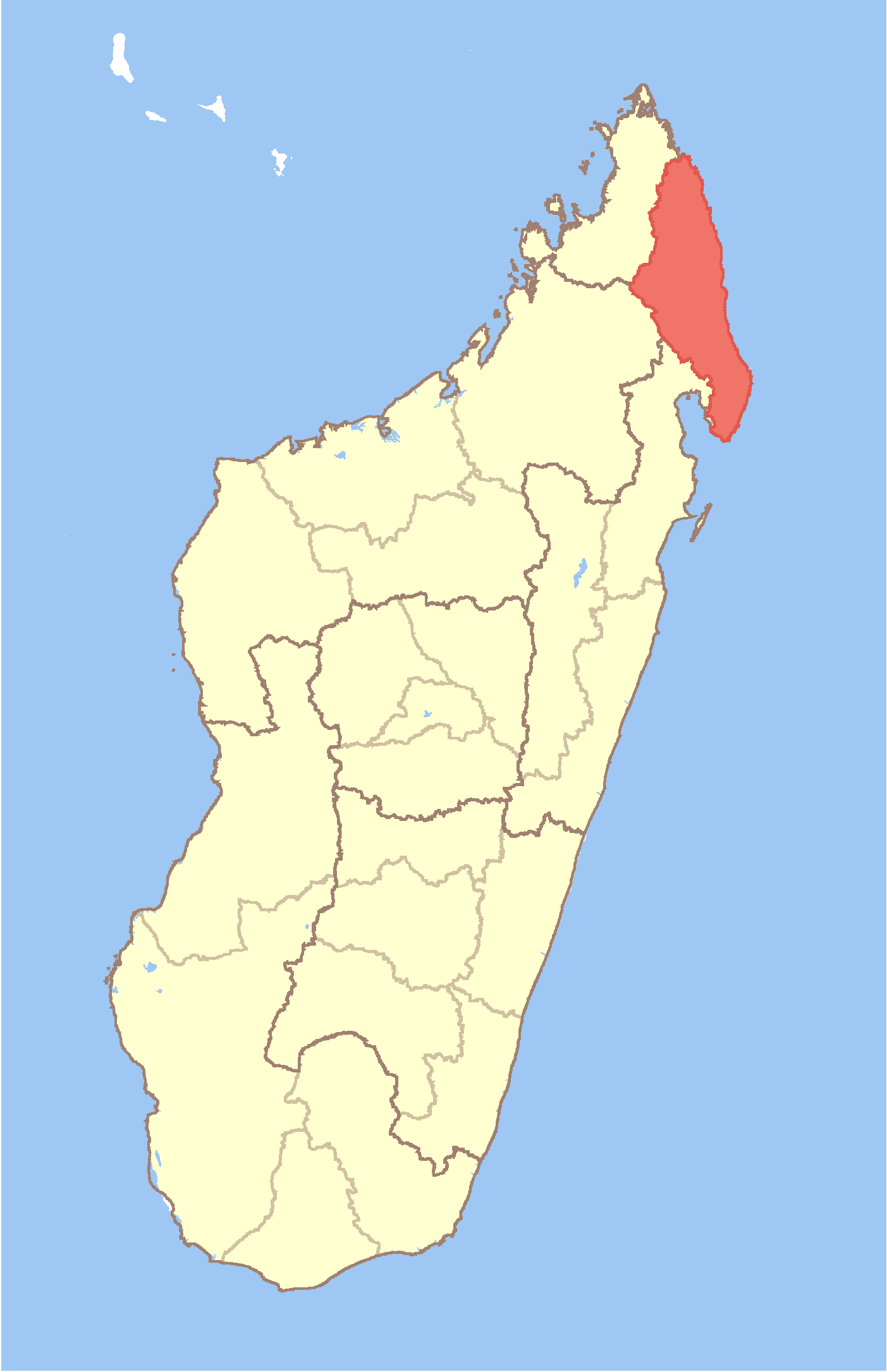
Savas lokalisering

Sava är en av Madagaskars tjugotvå regioner, samt en av två regioner i provinsen Antsiranana. Regionen hade år 2001 741 269 invånare år 2001 jämfört med den befolkning på 805 300 personer som bodde i regionen 2004, därav bor omkring 40 000 i regionens huvudstad Sambava. Regionens breder ut sig över en yta på 25 518 km², vilket ger en befolkningstäthet på cirka 31,6 invånare per kvadratkilometer. 
Regionens namn kommer sig av de första bokstäverna i regionens fyra viktigaste städer; Sambava, Antalaha, Vohémar och Andapa (akronymet ger S.A.V.A). 

## Ekonomi
De fyra städer som tillsammans bildar regionens namn innehar var och en den ärofyllda titeln "vaniljens världshuvudstad". Regionen har världens största produktion av kryddan och står för hälften av hela världens tillverkning, med 750 ton 2005. Exporten av vanilj har en högst viktig ekonomisk betydelse både för regionen och hela landet som en av de viktigaste exportprodukterna. Den ekonomiska innebörden möjliggjorde även år 2005 återuppbyggandet av den väg som sammanknyter de fyra städerna, kallad "route de la vanille" (vaniljvägen).

## Geografi
Sava ligger mellan 13°80 och 16° sydlig breddgrad och 49°20 och 50°20 östlig longitud, och upptar cirka 4 % av Madagaskars totala yta. 
Genom regionen passerar ett dussintal floder som skapar stora möjligheter för jordbruket att utvecklas, men ger också potential för vattenkraft. Floderna är inte exploaterade trots sina möjligheter och är fördelade mellan distrikten från norr till söder:
- Vohemar: Manambato, Fanambana och Manambery
- Andapa och Sambava: Bemarivo, Androranga, Lokoho, Mahanara, Sambava och Ankatoka
- Antalaha: Ankavanana, Ankavia, Ankaviahely, Sahafihitra och Onive

En stor del av Sava består av världsarvet Atsinananas regnskogar som sträcker sig utmed östra Madagaskar. Således återfinns delar av världsarvets sex regnskogar i regionen. Halvön Masoala täcks till exempel till stor del av nationalparken med samma namn. Följaktligen innehar regionen stora ytor av den tropiska regnskog som är mycket viktig för att bevara Madagaskars unika växt- och djurliv.

### Administrativ indelning
Madagaskars regioner är en uppdelning av landets sex, till viss del självstyrande, provinser. Provinsernas makt kommer dock att avvecklas och övertas av regionerna i oktober 2009, ett beslut från år 2007.  Sava är som Madagaskars övriga regioner uppdelade i ett antal distrikt (fivondronana), som i sin tur är uppdelade i kommuner. Sava är uppdelad i fyra distrikt:
- Andapa
- Antalaha
- Sambava
- Vohemar

## Demografi
Enligt Savas officiella webbplats har regionen 1 009 000 invånare (år ej angivet), vilket skulle innebära att regionen innehar nästan två tredjedelar av provinsens befolkning, men knappt 6 % av hela landets befolkning. Befolkningen är storleksmässigt ganska jämnt fördelad mellan distrikten, men eftersom distriktens storlek är ganska olika blir befolkningstätheterna vitt skilda mellan distrikten. Andapa har exempelvis 25 invånare per km², samtidigt som Sambava har hela 62.
Utbildningsnivån i regionen är mycket låg och en tredjedel av befolkningen har aldrig gått i skola (1993). Fördelningen varierar inom distrikten, men mellan 55 och 75 procent går i skolan. Statisktiken dras främst ner på grund av att flickorna många gånger är de som hålls hemma och får hjälpa sina mödrar att sköta hemmet medan pojkarna går i skolan. Både bland männen och kvinnorna överges ändå skolan tidigt, hos männen då de så småningom måste resa iväg för att kunna försörja sig och sin familj. Behovet av att barnen måste växa upp tidigt och snart lämnar skolan leder till att kunskaperna förfaller till analfabetism. Den allmänna uppfattningen är samtidigt ofta den att utbildning inte har någon större betydelse, då även de som tar examen är lika fattiga som förut.